# 布鲁诺·朱米诺
布鲁诺·朱米诺（義大利語：Bruno Zumino，1923年4月28日—2014年6月24日），意大利理论物理学家，伯克利加州大学教授。他和德国物理学家朱利斯·外斯（Julius Wess）是超对称的创始人（有争议）。他还在有效理论和反常方面做出过重要工作。